# Saint-Didier-sur-Doulon
Saint-Didier-sur-Doulon település Franciaországban, Haute-Loire megyében. Lakosainak száma 196 fő (2022. január 1.). Saint-Didier-sur-Doulon Berbezit, Champagnac-le-Vieux, Chaniat, Cistrières, Frugières-le-Pin, Javaugues, Laval-sur-Doulon, Montclard és Vals-le-Chastel községekkel határos.

## Népesség
A település népessége az elmúlt években az alábbi módon változott:
| Lakosok száma | 405  | 319  | 274  | 228  | 200  | 196  | 195  | 194  | 194  | 196  |
|               | 1968 | 1982 | 1990 | 2006 | 2013 | 2015 | 2017 | 2019 | 2020 | 2022 |